# Эра милитаристов в Китае

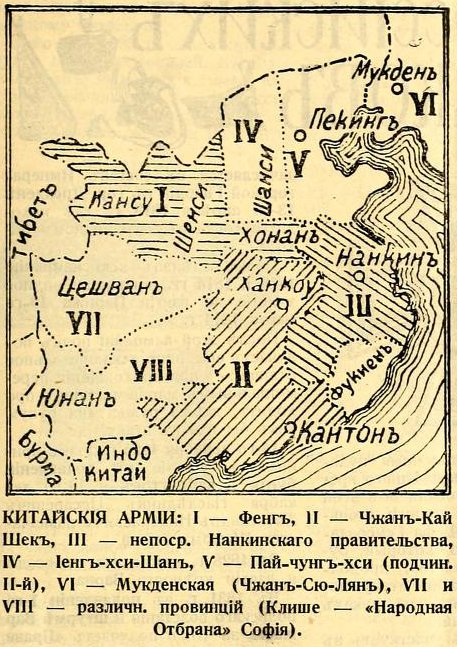
Области, контролируемые различными милитаристами в Китае. 1928—1929. I — Фэн Юйсян, II — Чан Кайши, III — Нанкинское правительство, IV — Янь Сишань, V — Бай Чунси, VI — Чжан Сюэлян, VII, VIII — различные провинции.

Эра милитаристов (кит. трад. 軍閥時代, упр. 军阀时代, пиньинь Jūnfá shídài) — период в истории Китайской Республики (1916—1928), во время которого страна была поделена между военными правителями (дуцзюнями).
Эра милитаристов началась со смерти генерала Юань Шикая и номинально закончилась в 1928 году с завершением Северного похода (1926—1927) и объединения Китая под флагом Гоминьдана, после чего началось «Нанкинское десятилетие». Однако после победы над старыми милитаристами, такими как У Пэйфу и Сунь Чуаньфан, в 1930—1940 годах появились новые мятежные генералы, не желавшие признавать власть центрального правительства, что создавало большие проблемы для Гоминьдана во времена Второй мировой войны и последующей за ней гражданской войны.

## Истоки

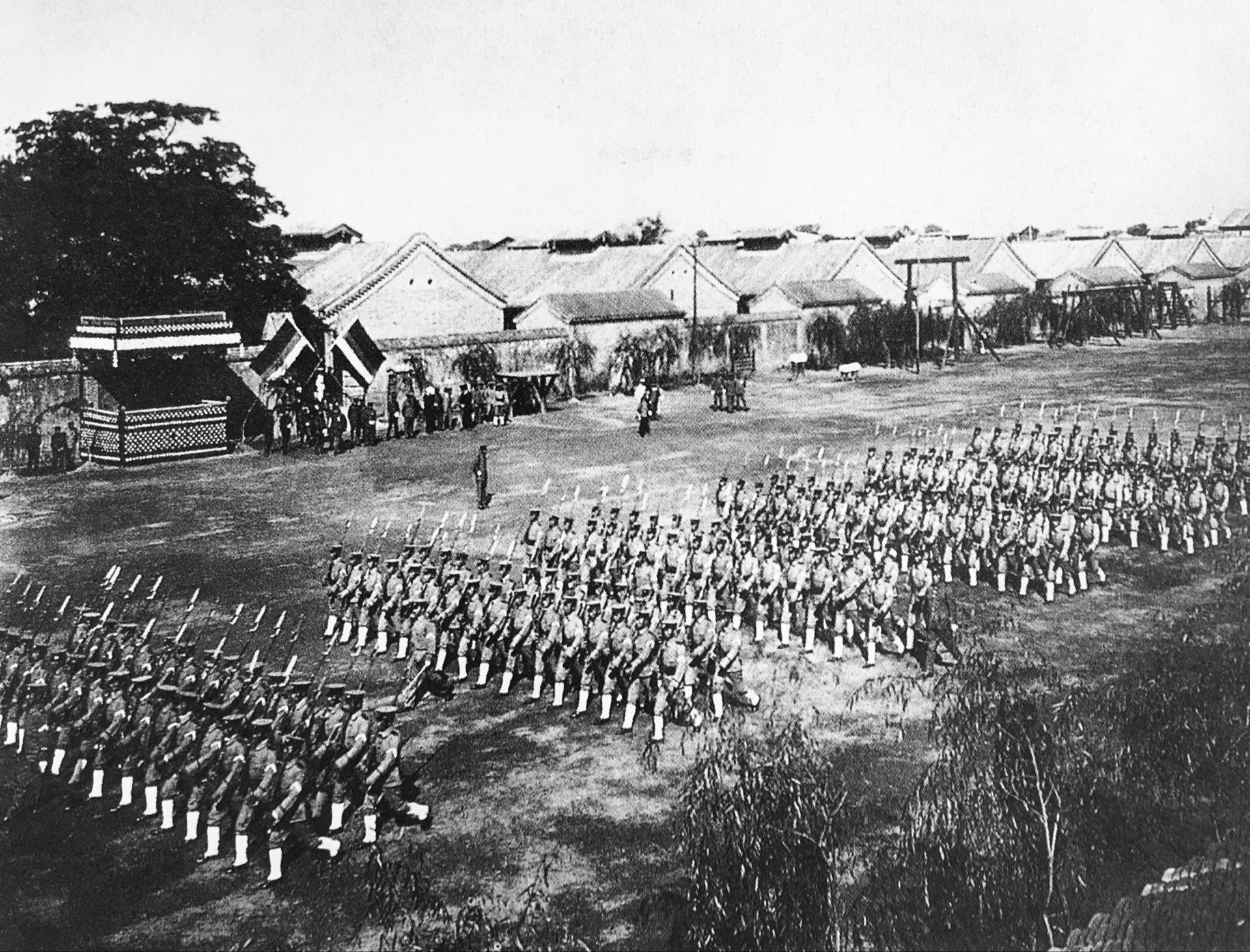
Армия Бэйянских милитаристов на учениях

У империи Цин не было регулярной армии и в деле обороны она использовала армии своих провинций и ополченцев, которые не имели стандартной униформы и вооружений. Самой мощной из них была расквартированная на севере армия Бэйянских милитаристов под руководством Юань Шикая, который в своё время получил отличное военное образование. Офицеры были верны своему начальству и объединялись в клики по географическому признаку или как одноклассники по военным академиям. Подразделения формировались из выходцев из одних провинций. Подобный принцип помогал избегать проблем с пониманием, связанных с большим количеством диалектов в китайском языке, но при этом данный принцип поощрял центробежные тенденции.
После Синьхайской революции 1911 года на юге империи Цин широко распространились военные бунты. На следующий год восставшие установили временное правительство в Нанкине во главе с доктором Сунь Ятсеном. Однако революционеры не обладали достаточными силами, чтобы сокрушить Бэйянскую армию и сопротивление было обречено на неудачу. Сунь Ятсен договорился с Юань Шикаем о свержении маньчжурской династии и об «объединении Китая» в границах империи Цин. При этом Юань Шикай становился президентом. Юань Шикай принял президентский пост, но отказался переезжать в Нанкин и остался в столице, Пекине, где его военной власти ничего не угрожало.
Южные провинции воспротивились растущему авторитаризму Юань Шикая и в 1913 году взбунтовались, однако восстания были подавлены силами Бэйянской армии. Гражданские губернаторы были заменены на военных. В декабре 1915 года Юань Шикай дал понять, что он намерен стать Императором Китая. Южные провинции опять восстали, но на этот раз все было гораздо серьёзнее, так как большинство Бэйянских командиров покинули Юань Шикая. Он пытался отказаться от идеи монархии, чтобы вернуть расположение офицеров, но в июне 1916 умер и оставил новую страну в состоянии политической раздробленности. Разделение Китая на Север и Юг продолжалось во время всей Эры милитаристов.

## Север
Смерть Юань Шикая разделила Бэйянскую армию на три части: Аньхойскую клику под руководством Дуань Цижуя и Чжилийскую клику, возглавляемую Фэн Гочжаном. Фэнтяньская клика, расположенная в Маньчжурии и подчинявшаяся Чжан Цзолиню, была сплавом Бэйянских и местных подразделений. Дипломатическое признание обычно получало любое правительство, которому удавалось захватить Пекин, так как оно могло собирать таможенные пошлины и получать иностранные кредиты. Все северные клики милитаристов признавали пекинское правительство, даже если они на деле противостояли ему. Они не оспаривали его законность, но считали, что ему недостает авторитета, чтобы диктовать свою волю провинциям. Бэйянское правительство в Пекине время от времени издавало указы в отношении территорий, которые фактически не подчинялись ему, с тем, чтобы обвинить местных милитаристов в измене. Разумеется, эти указы игнорировались и правительство получало формальный повод для нападения. Эта практика была приостановлена в 1923 году, когда Цао Кунь купил себе право быть президентом Китая. Другие северные клики отказались признать его правление.

### Правление Аньхойской клики (1916—1920)
Президент Ли Юаньхун был фактически оттеснен на второй план Бэйянскими генералами. Премьер Дуань Цижуй занимал доминирующую позицию в политике, но вынужден был сотрудничать с Чжилийской кликой, чтобы поддерживать стабильность. Многие провинции отказывались признавать их правительство и требовали изгнать из политики Бэйянских генералов. Неуклюжие попытки Дуань Цижуя втянуть Китай в Первую мировую войну и его тайные займы у Японии привели к тому, что мае 1917 года Ли Юаньхун был вынужден отправить его в отставку. Зная, что Дуань Цижуй готовит против него заговор, Ли Юаньхун попросил влиятельного генерала Чжан Сюня защитить правительство. Вместо этого Чжан Сюнь в июле 1917 года предпринял попытку реставрации монархии. Дуань Цижуй подавил путч и был провозглашен спасителем республики. Это дало ему возможность наконец объявить войну Германии. Представители Антанты настаивали на этом, чтобы выдавить немцев из страны (у тех были сильные концессии на территории Китая и они составляли конкуренцию английским, американским и французским капиталистам).

Следующей задачей Дуань Цижуя было подчинение мятежных южных провинций, но разногласия с Чжилийской кликой, которая предпочитала путь переговоров, привели к тому, что он оставил свой пост ради сохранения единства Бэйянских генералов. Однако под давлением Аньхойской клики президент Фэн Гочжан вынужден был призвать Дуань Цижуя назад. В октябре 1918 года тот вновь подал в отставку, но делал все возможное, чтобы саботировать мирные переговоры между югом и севером. То, что он поддерживал Японию, ослабило его позиции во время событий 4 мая 1919 года. Чжилийская клика вошла в союз с Фэнтяньской кликой Чжан Цзолиня и в июле 1920 года разгромила Дуань Цижуя во время Чжили-Аньхойской войны.

Эта военная эмблема была основана на цветах флага Союза пяти народов

### Правление Чжилийской клики (1920—1924)
После смерти Фэн Гочжана в 1919 году Чжилийскую клику возглавил Цао Кунь. Шаткий союз с Фэнтяньской кликой распался и в 1922 году началась Первая Чжили-Фэнтяньская война, во время которой силы Чжилийской клики отбросили войска Чжан Цзолиня назад в Маньчжурию. Следующим шагом было укрепление статуса Чжилийских милитаристов и объединение страны. С этой целью Цао Кунь пригласил на пост президента Ли Юаньхуна и вновь собрал Национальную ассамблею. Сюй Шичану и Сунь Ятсену было предложено, чтобы они одновременно передали свои президентские полномочия Ли Юаньхуну. Когда Сунь Ятсен выставил ответные жесткие требования, которые Чжилийская клика не могла выполнить, она спровоцировала предательство генерала Гоминьдана Чэнь Цзюнмина, признав его губернатором провинции Гуандун. Сунь Ятсен был вынужден покинуть Кантон и Чжилийская клика номинально реставрировала конституционное правительство, существовавшее до переворота Чжан Сюня. В 1923 году Цао Кунь купил себе президентство, несмотря на сильные протесты со стороны Гоминьдана, Фэнтяньской и Аньхойской клик, некоторых своих офицеров и общественного мнения. Осенью 1924 года Чжилийская группировка почти достигла победы во Второй Чжили-Фэнтяньской войне, но в это время Фэн Юйсян предал клику, захватил Пекин и посадил Цао Куня в тюрьму. Чжилийские милитаристы были наголову разбиты на севере страны, но сумели удержать центр.

### Правление Фэнтяньской клики (1924—1928)

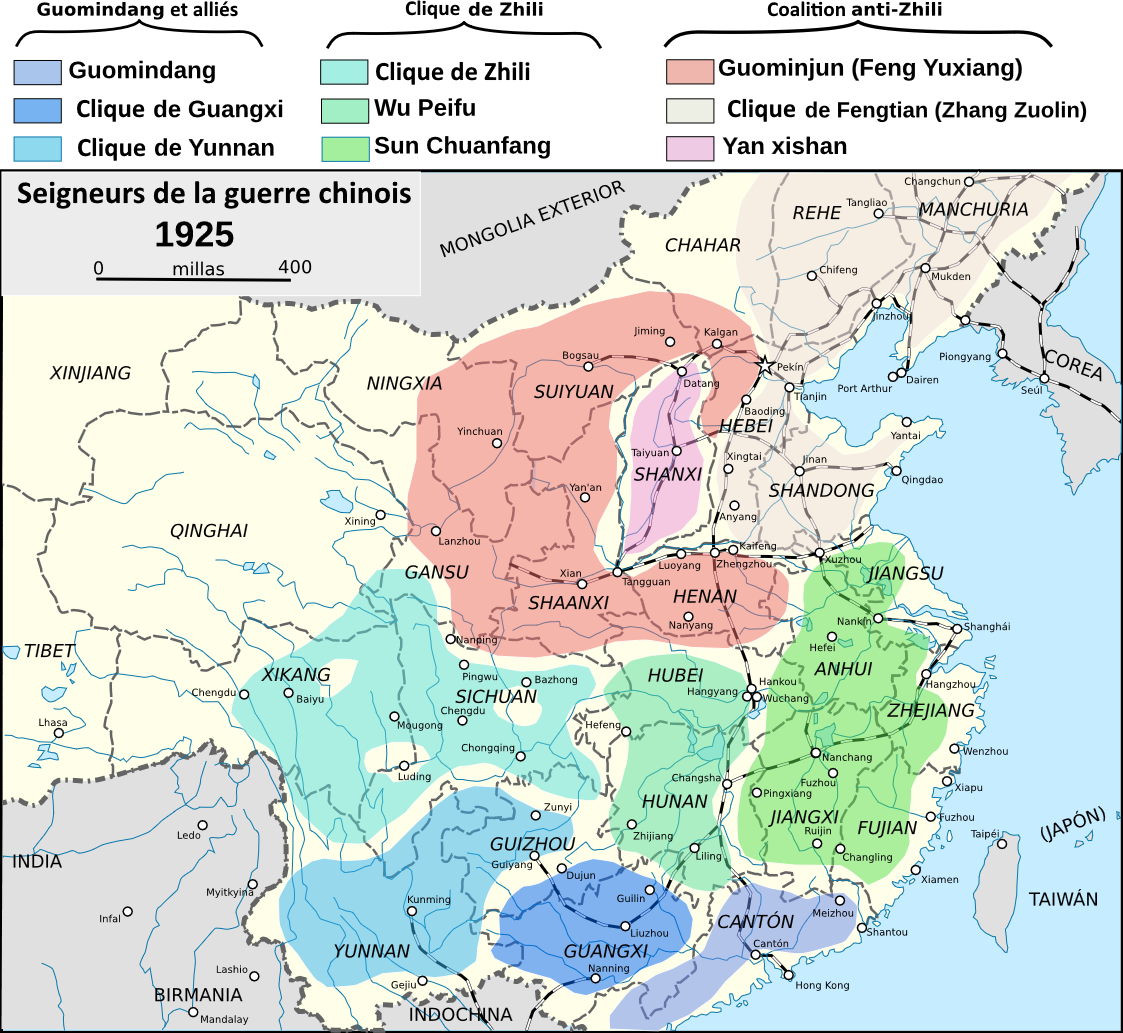
Положение сил по состоянию на 1925 год

Союз между Чжан Цзолинем и Фэн Юйсяном был слабым. Фэн Юйсян сформировал собственную клику под названием Гоминьцзюнь (Народная армия), которая поддерживала идеологию сходную с Гоминьданом. В качестве компромисса он передал северное правительство Дуань Цижую, чья Аньхойская клика была близка к распаду. Фэнтяньская клика была гораздо сильнее, так как войска Гоминьцзюня были растянуты на значительные расстояния. Переговоры о воссоединении севера и юга зашли в тупик: Чжан Цзолинь и Дуань Цижуй имели мало общего с Сунь Ятсеном. Последний умер в марте 1925 года.
В том же году генерал Фэнтяньской клики Го Сунлин, поддавшись на обещания Фэн Юйсяна, перешел на его сторону и начал поход против своего бывшего командира Чжан Цзолиня, в результате чего началась Анти-Фэнтяньская война. Генерал У Пэйфу, принадлежавший к Чжилийской клике, решил поддержать Чжан Цзолиня в борьбе против предателя. Войска Гоминьцзюня были отброшены на северо-запад. Позже они присоединились к Северному походу Чан Кайши. В июне 1927 года Чжан Цзолинь стал главой северного правительства, но в то же время войска Национально-революционной армии (НРА) вторглись на его территорию. 2 июня 1928 года Чжан Цзолинь уступил Пекин НРА. 4 июня при попытке бежать в Маньчжурию он погиб от взрыва бомбы. Пять дней спустя, НРА захватила столицу. Сын и наследник Чжан Цзолиня, Чжан Сюэлян, признал правительство националистов 31 декабря.
В ходе конфликтов 1924-1928 годов на стороне Чжан Цзолиня в качестве наёмников воевало подразделение белоэмигрантов под командованием Нечаева Константина Петровича.

## Юг

Партийная эмблема Гоминьдана.

На юге Китая зрело революционное движение. Там оппозиция Бэйянским генералам была особенно сильна. Южане восстали против династии Цин в 1911 году, против Юань Шикая в 1913 («Вторая революция») и 1916 («Война в защиту республики») годах. После попытки реставрации монархии в Пекине несколько южных провинций под предводительством Тан Цзияо и Лу Жунтина отказались признать парламент и новое правительство Дуань Цижуя. Сунь Ятсен собрал видных политиков, членов Гоминьдана из распущенной Национальной ассамблеи, а также южных милитаристов и в конце июля 1917 года сформировал своё правительство в Кантоне, известное как Движение защиты конституции. Южные клики признали Кантон как законную столицу, несмотря на то, что международное сообщество отказалось сделать то же самое. Как и на севере, на юге то и дело вспыхивали местные восстания, особенно в провинции Гуанси.

### Движение в защиту Конституции(1917—1922)
В сентябре Сунь Ятсен был провозглашен главнокомандующим военного правительства, целью которого являлась защита временной конституции 1912 года. Южные милитаристы поддержали его только для того, чтобы укрепиться в своих вотчинах и бросить вызов Пекину. Чтобы добиться международного признания, они также объявили войну Центральным державам, но признание так и не было получено. В июле 1918 года южные милитаристы пришли к выводу, что Сунь Ятсен наделён излишними полномочиями и заставили его присоединиться к правительственному комитету. Не вытерпев постоянного вмешательства в свои дела, Сунь Ятсен отправился в добровольное изгнание. В этот период он активно занимался воссозданием партии Гоминьдан. В 1920 году в ходе Гуандун-Гуансийской войны с помощью гоминьданского генерала Чэнь Цзюнмина члены комитета генерал Цэнь Чуньсюань, адмирал Линь Баои и генерал Лу Жунтин были изгнаны. В мае 1921 года, несмотря на протесты Чэнь Цзюнмина и Тан Шаои, Сунь Ятсен был избран неполным составом парламента в качестве «чрезвычайного президента». После этого Тан Шаои самоустранился от дел, а Чэнь Цзюнмин начал переговоры с Чжилийской кликой с тем, чтобы в обмен на губернаторство в Гуандуне лишить Сунь Ятсена власти (что и было проделано в 1922 году).

### Реорганизация (1923—1925)
В марте 1923 года лоялисты добились изгнания Чэнь Цзюнмина и вернули Сунь Ятсена к власти. Тот реорганизовал Гоминьдан в соответствии с марксистско-ленинским демократическим централизмом и заключил союз с Коммунистической партией Китая, который стал известен как Первый объединённый фронт. Южное правительство оставило попытки защитить конституцию 1912 года, так как парламентарии пошли на уступки северу, чтобы присоединиться к марионеточному правительству Цао Куня. Вместо этого его целью стало создание революционного однопартийного государства. На замену ненадежным оппортунистам-генералам в военной академии Вампу готовились новые офицерские кадры для будущей армии Гоминьдана. После того, как в 1924 году Чжилийская клика потеряла былое влияние, Сунь Ятсен направился в Пекин на переговоры с лидерами Гоминьцзюня, Аньхойской и Фэнтяньской клик. Однако в марте 1925 года он умер от рака печени, что не только положило конец всем мирным переговорам, но и обострило и без того напряженные отношения севера и юга. Тан Цзияо объявил себя наследником Сунь Ятсена и попытался взять контроль над южным правительством в ходе Юньнань-гуансийской войны, но потерпел поражение.

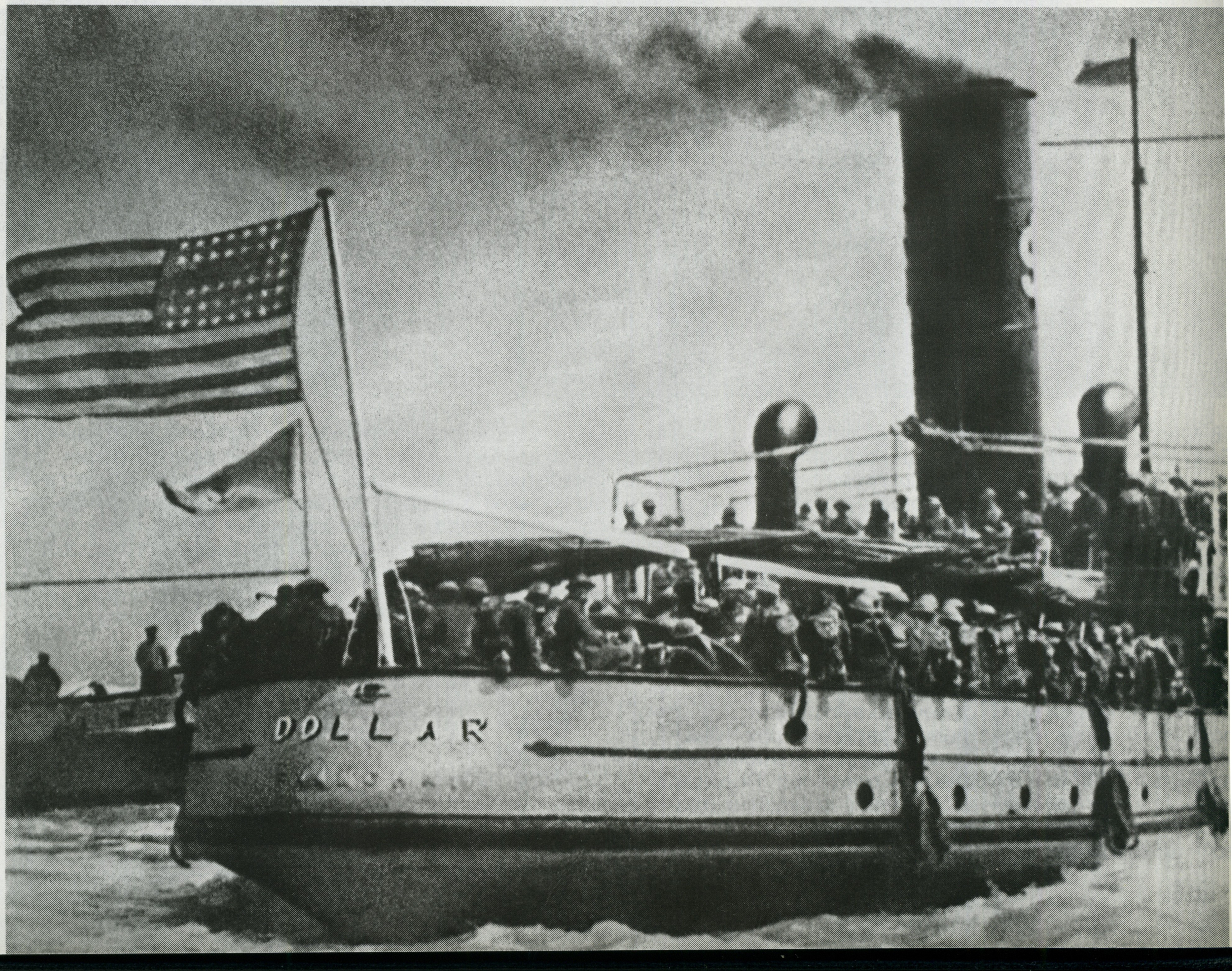
Американский войсковой транспорт «Доллар» с войсками в Китае. 1927

### Северный поход (1926—1928)
Лидером Национально-революционной армии стал генерал Чан Кайши. Летом 1926 года после долгих сомнений он наконец отдал приказ о начале Северного похода. НРА сокрушила армии У Пэйфу и Сунь Чуаньфана в центральном и восточном Китае. Один из лидеров Гоминьцзюня — милитарист из провинции Шаньси Янь Сишань присоединился к Гоминьдану и выступил против Фэнтяньской клики. В 1927 году союз между Гоминьданом и Коммунистической партией Китая распался после уничтожения рабочей гвардии в Шанхае. Данный инцидент послужил началом Гражданской войны в Китае.
В мае 1928 года в Цзинане произошло столкновение войск Чан Кайши с японскими войсками, после которого японцы начали наступление в провинции Шаньдун. В итоге было подписано японо-китайское соглашение о перемирии, согласно которому войска Чан Кайши должны были быть выведены из Цзинаня и зоны Шаньдунской железной дороги. 
В качестве столицы Чан Кайши выбрал Нанкин, но для того, чтобы получить международное признание, ему все ещё требовалось взять Пекин. Союзные войска Янь Сишаня вошли в столицу после смерти Чжан Цзолиня в июле 1928 года. Чжан Сюэлян, новый лидер Фэнтяньской клики, признал власть Гоминьдана при условии, что он останется правителем Маньчжурии. Его правление подошло к концу после того, как в 1931 году японцы оккупировали северо-восток Китая.

## Номинальное объединение
Передвинув столицу в Нанкин, Чан Кайши в 1928 году объявил об объединении Китая. Далеко не все милитаристы были побеждены и, хотя многие из них согласились пойти на сотрудничество с новым правительством, борьба между кликами продолжалась.
В 1930 году восстали Фэн Юйсян и Янь Сишань, что послужило началом новой войны. Ма Чжунъин сражался с Синьцзянской кликой с 1931 по 1937 год Чан Кайши вынужден был подавить Восстание в Фуцзяни в 1933 году. Чжан Сюэлян выступил в 1936 году во время Сианьского инцидента. В отдаленных районах вовсю действовали коммунисты, мелкие полевые командиры, бандиты и ополчение национальных меньшинств. Среди лидеров Гоминьдана то и дело начинались трения: так Ван Цзинвэй и Ху Ханьминь восстали против власти Чан Кайши. По большому счету тот держал под контролем только провинции, близко расположенные к Цзянсу. Таким образом, милитаристская вольница не закончилась, а приобрела другие формы. Вплоть до окончания Гражданской войны в 1950 году Китай не знал единого централизованного правительства.

## Основные фракции

### Северные Клики

#### Основные клики
| Аньхойская клика 皖系 - Дуань Цижуй 段祺瑞 - Сюй Шучжэн 徐樹錚 - Лу Юнсян 盧永祥 - Ни Сычун 倪嗣沖 - Цюй Тунфэн 曲同豐 - У Гуансинь 吳光新 - Цзинь Юньпэн 靳雲鵬 - Дуань Чжигуй 段芝貴 - Чжан Цзинъяо 張敬堯 - Чэнь Шуфань 陈淑芬 |  | Чжилийская клика 直系 - Фэн Гочжан 馮國璋 - Цао Кунь 曹錕 - У Пэйфу 吳佩孚 - Сунь Чуаньфан 孫傳芳 - Лю Цяньчжан 陸建章 - Ли Чунь 李純 - Ван Чжаньюань 王占元 - Чэнь Гуанюань 陳光遠 - Фэн Юйсян 馮玉祥 - Ци Сеюань 齊變元 - Ван Чэнбинь 王承斌 - Ли Цзинлинь 李景林 (ранее принадлежал к Фэнтяньской клике) |  | Фэнтяньская клика 奉系 - Чжан Цзолинь 張作霖 - Чжан Сюэлян 張學良 - Чжан Цзосян 張作相 - Чжан Цзунчан 張宗昌 - Вань Фулинь 万福麟 - Цзан Шии 臧式毅 - У Цзуньшэн 吳俊陞 - Го Сунлин 郭松齡 - Ян Юйтин 楊宇霆 - Чжу Юйпу 祩玉樸 - Тан Юйлинь 湯玉麟 |  |

#### Мелкие клики
| Гоминьцзюнь 國民軍 - Фэн Юйсян 馮玉祥 (ранее принадлежал к Чжилийской клике) - Ху Цзиньи 胡京伊 - Сунь Юйпэн 孙玉鹗 Клика провинции Шаньси 晉系 - Янь Сишань 閻錫山 Синьцзянская клика - Ян Цзэнсинь 楊增新 - Цзинь Шужэнь 金樹仁 - Шэн Шицай 盛世才 | Клика Ма 馬家軍 - Цинхай - Ма Ци 馬麒 - Ма Линь 馬麟 - Ма Буфан 馬步芳 - Ма Буцин 馬步青 - Нинся - Ма Хунбинь 馬鴻賓 - Ма Хункуй 馬鴻逵 - Ганьсу - Ма Чжунъин 馬仲英 |

#### Новейшие фракции
| Хэбэй - Сун Чжэюань 宋哲元 (ранее принадлежал к Гоминьцзюню) Хэнань - Бе Тинфан 別廷芳 (ранее принадлежал к Гоминьцзюню) | Жэхэ - Тан Юйлинь 湯玉麟 (ранее принадлежал к Фэнтяньской клике) - Сунь Дяньин 孫殿英 (ранее принадлежал к Гоминьцзюню) Шэньси - Цзин Юэсю 井岳秀 - Ян Хучэн 杨虎城 | Суйюань - Фу Цзои 傅作義 (ранее принадлежал к Клике провинции Шаньси) Шаньдун - Лю Чжэннянь 刘珍年 - Хань Фуцзю 韓復榘 (ранее принадлежал к Гоминьцзюню) |

### Южные клики
| Юньнаньская клика 滇系 - Цай Э 蔡鍔 - Тан Цзияо 唐繼堯 - Лун Юнь 龍雲 | Старая клика Гуанси 桂系 - Лу Жунтин 陸榮廷 - Линь Ху 林虎 - Тань Хаомин 譚浩明 - Шэнь Хунъин 沈鴻英 - Чэнь Бинхунь 陳炳焜 Новая клика Гуанси 新桂系 - Ли Цзунжэнь 李宗仁 - Хуан Шаосюн 黃紹竑 - Бай Чунси 白崇禧 - Хуан Сюйчу 黄旭初 | Гоминьдан 中國國民黨 - Сунь Ятсен孫逸仙 - Чан Кайши蔣介石 - Ху Ханьминь胡漢民 - Ван Цзинвэй汪精衛 - Ляо Чжункай廖仲凱 - Хэ Инцинь何應欽 | Сычуаньская клика 川系 - Лю Сян 劉湘 - Ян Сэнь 楊森 - Дэн Сихоу鄧錫侯 - Тянь Сунъяо田頌堯 Сычуань / Кам - Лю Вэньхуэй 劉文輝 |

#### Мелкие южные фракции
| Гуандун - Чэнь Цзюнмин 陳炯明 - Чэнь Цзитан 陳濟棠 - Юй Ханьмоу 余汉谋 - Чжан Факуй 張發奎 | Фуцзянь - Цзян Гуаннай 蔣光鼐 - Цай Тинкай 蔡廷鍇 Гуйчжоу - Лю Сяньши 劉顯世 - Ван Цзяле 王家烈 | Коммунистическая партия Китая - Мао Цзэдун 毛澤東 - Чжоу Эньлай 周恩來 - Чжу Дэ 朱德 - Пэн Дэхуай 彭德懷 - Чэнь Дусю 陈独秀 | Хунань - Тань Янькай 譚延闓 - Чжао Хэнти 赵恒惕 - Тан Шэнчжи 唐生智 | Цзянси - Лу Дипин 魯滌平 Хэбэй - Ван Чжаньюань王占元 |

## Художественная литература
- Эльвира Барякина. Белый Шанхай. — М.: Рипол-Классик, 2010. — ISBN 978-5-386-02069-9
- Андре Мальро. Удел человеческий.(«La Condition humaine», 1933)